# Estación de Abrantes
Abrantes es una estación de la línea 11 del Metro de Madrid situada bajo la avenida del mismo nombre, a la altura del cruce con la calle de Alfonso Martínez Conde, en el madrileño distrito de Carabanchel. La estación abrió al público el 16 de noviembre de 1998.

## Accesos
Vestíbulo Abrantes
- Avenida de Abrantes, impares Avda. Abrantes, 79
- Avenida de Abrantes, pares Avda. Abrantes, 52 (esquina C/ Papagayo y C/ Alfonso Martínez Conde)
- Ascensor Avda. Abrantes, 54

## Líneas y conexiones

### Metro
| << cabecera    | < estación     | línea | estación >  | cabecera >> |
| -------------- | -------------- | ----- | ----------- | ----------- |
| Plaza Elíptica | Plaza Elíptica |       | Pan Bendito | La Fortuna  |

### Autobuses
| Diurnos |                           |                                                     |
| Línea   | Destino                   | Parada                                              |
| 47      | Carabanchel Alto          | 2439 METRO ABRANTES (Av. Abrantes, 54)              |
| 108     | Cementerio de Carabanchel | 2439 METRO ABRANTES (Av. Abrantes, 54)              |
| 47      | Atocha                    | 2440 METRO ABRANTES (Av. Abrantes frente al N.º 52) |
| 108     | Oporto                    | 2440 METRO ABRANTES (Av. Abrantes frente al N.º 52) |
| E1      | La Peseta                 | 3990 VÍA LUSITANIA-FARO                             |
| E1      | Cibeles                   | 3991 VÍA LUSITANIA-FARO                             |

| Diurnos |                           |                                                          |              |
| Línea   | Destino                   | Parada                                                   | Operador     |
| 484     | Leganés (Leganés Central) | 2439 AV. ABRANTES-ALFONSO MARTÍNEZ CONDE (n.º 54)        | Martín, S.A. |
| 484     | Madrid (Oporto)           | 2440 AV. ABRANTES-ALFONSO MARTÍNEZ CONDE (frente n.º 54) | Martín, S.A. |